# Ol’ Man River
Ol’ Man River – piosenka napisana przez Oscara Hammersteina II i Jerome’a Kerna do musicalu Show Boat z 1927. Opowiada ona smutną historię żyjących w biedzie i borykających się z licznymi problemami Afroamerykanów, odnosząc się do niekończącego się biegu rzeki Missisipi widzianego oczami pracownika tzw. showboat – statku w formie teatru podróżującego przede wszystkim wzdłuż rzek Ohio oraz Missisipi. Jest ona najpopularniejszym utworem pochodzącym z Show Boat.
W musicalu piosenka w całości wykonywana jest tylko raz przez pracownika showboat, Joego oraz męski chór. Następnie jest ona dwukrotnie wykonywana we fragmentach przez Joego, a w scenie finałowej śpiewana przez niego oraz cały chór.
W wydanej w 2003 książce Stardust Memories: The Biography of Twelve of America’s Most Popular Songs autorstwa Willa Friedwalda znajduje się rozdział poświęcony wyłącznie piosence „Ol’ Man River”.

## Wersje
Po raz pierwszy „Ol’ Man River” wykonana została 27 grudnia 1927 przez Jules’a Bledsoe’a w oryginalnej wersji scenicznej Show Boat. Jednak najpopularniejszą wersję piosenki wykonał Paul Robeson w filmowej adaptacji Show Boat w 1936. Wielu artystów stworzyło własne wersje utworu, w tym m.in.: Bing Crosby, Frank Sinatra, Al Jolson, Ray Charles i The Beach Boys, przez co piosenka zyskała status amerykańskiego klasyka. William Warfield zaśpiewał „Ol’ Man River” w Statku komediantów, filmowej wersji Show Boat z 1951 roku. Wykonanie to również cieszyło się sporą popularnością, a ponadto stało się najbardziej rozpoznawalnym utworem Warfielda. Gitarzysta basowy grupy The Temptations, Melvin Franklin wykonywał piosenkę na większości koncertów, a sam utwór stał się dla niego charakterystyczny. Judy Garland nagrała utwór, a także wykonała go w swoim programie telewizyjnym w 1962.
Istnieją również wersje piosenki w językach hindi, bengalskim oraz assamskim, wykonywane przez Bhupena Hazarika, który poznał Paula Robesona podczas studiów na Columbia University. Assamski tytuł utworu to „Bistirno Parore”, bengalski „Bistirno Dupare”, a wersja hindi znana jest jako „Ganga Behti Ho Kyon”. Tekst utworu w tychże wykonaniach nie odnosi się do rzeki Missisipi, tylko do Brahmaputry w wersji assamskiej, a także do Gangesu w wersjach bengalskiej oraz hindi.

## Parodie i odniesienia
- „Ol’ Man River” została sparodiowana przez Stana Freberga i Dawsa Butlera na antenie radia CBS w 1957. Tytuł utworu zmieniony został na „Elderly Man River”, a sama piosenka wykorzystana został jako paszkwil wobec zjawiska, które obecnie określa się mianem poprawności politycznej.
- W niezależnym filmie Kicking and Screaming z 1995 jedni z bohaterów: Grover oraz nowy student, stoją przed nocnym klubem, kiedy ten drugi zwraca się do Grovera „Old Man River”, ponieważ jest on cztery lata starszy.
- W odcinku „Simpsons Tall Tales” serialu animowanego The Simpsons doktor Julius Hibbert przedstawiony jest jako kapitan parowca śpiewający „Ol’ Man River”.
- W jednym z odcinków serialu Everybody Loves Raymond, Robert przyznaje, iż śpiewał „Ol’ Man River” w licealnym chórze.
- Piosenkarz Roberto Blanco z okazji swoich siedemdziesiątych urodzin wykonał utwór na żywo w telewizji.
- Australijska grupa popowa TISM w 1996 nagrała i wydała piosenkę poświęconą Riverowi Phoenixowi i jego śmierci, która nosiła tytuł „(He’ll Never Be An) Ol’ Man River”.
- W pierwszym odcinku brytyjskiego serialu Boys from the Blackstuff ubrany w rybacki strój Loggo idzie ulicą i śpiewa kilka wersów „Ol’ Man River”.
- W jednym z odcinków Family Guy Ashlee Simpson zaczyna nucić piosenkę, która z czasem przechodzi w „Ol’ Man River”.
- Politycznie niepoprawny kaczor Daffy pewnego razu niespodziewanie staje się czarnym niewolnikiem i w dialekcie wypowiada fragment utworu, „Tote dat barge! Lift dat bale!”.
- W bajce Snagglepuss tytułowy bohater bez większego powodu również wypowiada wers piosenki, jednak bez dialektu.
- W jednym z odcinków sitcomu Futurama Bender narzeka na ilość pracy jaką ma do wykonania, mówiąc „Yes Miss Leela, no Miss Leela, tote that space barge, lift that space pail”.
- Aktor Heath Ledger miał wytatuowany tytuł piosenki na swoim ramieniu.
- Podczas 76. ceremonii wręczenia nagród Akademii Billy Crystal sparodiował „Ol’ Man River” odnosząc się do filmu Mystic River oraz jego reżysera Clinta Eastwooda.